# Взяття Тернополя
Взяття Тернополя — військова операція Української Галицької Армії що була направлена на звільнення тоді підконтрольного польським військам м. Тернопіль.
Місто було однією з найважливіших стратегічних точок у тій війні.

## Сторони
Після важких невдач рештки дивізії генерала Владислава Сікорського були залучені до оборони Тернополя.
Два польські курені 24-го полку розмістилися на лінії Купчинці — Настасів — Чортория (нині Миролюбівка), три курені 10-го полку на лінії Мишковичі — Кип'ячка. Штаб дивізії полковника Сікорського і 12-й полк перебували в Тернополі як резервні сили. Крім цього: розбиті та сильно зменшені 13-й, 36-й та 40-й полки.
Наступного дня в районі Тернополя поляки сконцентрували частини 8-го, 10-го, 12-го, 13-го, 24-го, 36-го, 40-го полків та один поліційний курінь.
При селах Золота Липа, Товстобаби та Задарів на українські війська чекала польська варта з 18 гарматами і 4 повозками мін у глибоких ровах.
Визволяти Тернопіль йшли всі 3-и корпуси та 9-а окрема бригада УГА.

## Хід подій
14 червня 1919 р. 9-а бригада УГА під проводом отмана Мартиновича рішуче взяла під контроль Скалат і змусила чотири польські курені в паніці відступати до Тернополя. Відомо, що один з побитих куренів належав до 19-го полку, другий до 12-го.
Того-ж дня 3-й корпус УГА відкинув противника біля Козови на західнім березі Стрипи та взяв в успішну облогу Товстобаби. Паралельно 1-й та 2-й корпуси УГА під командуванням генерала Мирона Тарнавського було відправлено на взяття Тернополя.
Розпочалась важка та кривава битва, котра випала на користь українцям. Після полудня війська 10-ї бригади переможно увійшли до Тернополя. Почергово було розбито 40-й, 19-й, 10-й, 12-й, 13-й, 36-й, 24-й, 8-й, 39-й полки та «курінь смерті» рітмайстра Абрагама.
Пізніше стало відомо, що всього було знищено від 14 до 20 польських куренів.